# Charles Balley
Pour les articles homonymes, voir Balley.
 (février 2024).
 (février 2024).
La mise en forme du texte ne suit pas les recommandations de Wikipédia : il faut le « wikifier ».
Les points d'amélioration suivants sont les cas les plus fréquents. Le détail des points à revoir est peut-être précisé sur la page de discussion.
- Les titres sont pré-formatés par le logiciel. Ils ne sont ni en capitales, ni en gras.
- Le texte ne doit pas être écrit en capitales (les noms de famille non plus), ni en gras, ni en italique, ni en « petit »…
- Le gras n'est utilisé que pour surligner le titre de l'article dans l'introduction, une seule fois.
- L'italique est rarement utilisé : mots en langue étrangère, titres d'œuvres, noms de bateaux, etc.
- Les citations ne sont pas en italique mais en corps de texte normal. Elles sont entourées par des guillemets français : « et ».
- Les listes à puces sont à éviter, des paragraphes rédigés étant largement préférés. Les tableaux sont à réserver à la présentation de données structurées (résultats, etc.).
- Les appels de note de bas de page (petits chiffres en exposant, introduits par l'outil «  Source ») sont à placer entre la fin de phrase et le point final[comme ça].
- Les liens internes (vers d'autres articles de Wikipédia) sont à choisir avec parcimonie. Créez des liens vers des articles approfondissant le sujet. Les termes génériques sans rapport avec le sujet sont à éviter, ainsi que les répétitions de liens vers un même terme.
- Les liens externes sont à placer uniquement dans une section « Liens externes », à la fin de l'article. Ces liens sont à choisir avec parcimonie suivant les règles définies. Si un lien sert de source à l'article, son insertion dans le texte est à faire par les notes de bas de page.
- La présentation des références doit suivre les conventions bibliographiques. Il est recommandé d'utiliser les modèles {{Ouvrage}}, {{Chapitre}}, {{Article}}, {{Lien web}} et/ou {{Bibliographie}}. Le mode d'édition visuel peut mettre en forme automatiquement les références.
- Insérer une infobox (cadre d'informations à droite) n'est pas obligatoire pour parachever la mise en page.

Pour une aide détaillée, merci de consulter Aide:Wikification.
Si vous pensez que ces points ont été résolus, vous pouvez retirer ce bandeau et améliorer la mise en forme d'un autre article.
Charles Balley (1751-1817) était un prêtre catholique français, célèbre pour son influence sur la vie et le ministère de saint Jean-Marie Vianney, le Curé d'Ars. Né à Lyon dans une famille nombreuse, Balley fut formé chez les Génovéfains et ordonné prêtre en 1775. Son engagement sacerdotal fut particulièrement remarquable pendant la Révolution française, où il devint un prêtre réfractaire, exerçant clandestinement à Choue.
En 1803, Balley fut nommé curé de la paroisse d'Écully, près de Lyon. Dans le cadre de son action pastorale, il accepta de prendre en charge la formation d'un candidat au sacerdoce, Mathias Loras, et de l'héberger au sein du presbytère.
Sollicité à deux reprises pour prendre en charge la formation de Jean-Marie Vianney, alors âgé de près de vingt ans et presque illettré selon les informations qui lui étaient fournies, Balley refusa initialement. Cependant, après avoir rencontré Jean-Marie en personne, Balley revint sur son refus et accepta de prendre en charge sa formation,.
Jean-Marie rencontra rapidement des difficultés dans son apprentissage, en particulier avec le latin. Son instruction limitée et sa mémoire défaillante rendirent son parcours difficile malgré ses efforts constants. Face à ces épreuves, il envisagea même d'abandonner sa formation et de renoncer à devenir prêtre, mais Balley l'encouragea à persévérer.
Pour surmonter ses difficultés, Jean-Marie fit le vœu d'effectuer un pèlerinage à la basilique Saint-Régis de Lalouvesc, demandant l'aide de saint François Régis dans ses études. Son voyage, effectué à pied et en mendiant son pain, fut marqué par des épreuves, mais il en tira des leçons spirituelles profondes, notamment sur le plaisir de donner plutôt que de recevoir.
La relation entre Charles Balley et Jean-Marie Vianney, marquée par l'encouragement, la formation et la persévérance, témoigne de l'importance du mentorat et du soutien pastoral dans la vie religieuse.
L'influence de Balley sur Vianney fut profonde, ce dernier le considérant comme son « maître ». André Ravier, dans son livre "Le Curé d'Ars" paru en 1981, affirme que Dieu s'est servi de Balley comme instrument de ses desseins et de sa grâce.
Un numéro spécial du journal "La Croix", édité pour la venue du Pape Jean-Paul II à Ars en 1986, a mentionné le gallicanisme et le jansénisme en parlant de Balley. Ces termes soulignent l'influence théologique de Balley sur Vianney.
Le jansénisme de Balley reflétait son attachement aux principes de Bossuet et à l'observance stricte de Saint Augustin, tandis que son gallicanisme témoignait de sa fidélité aux traditions religieuses françaises. Son approche pédagogique peu orthodoxe, notamment en envoyant Vianney à Lalouvesc pour acquérir une meilleure compréhension des lettres, illustre son caractère singulier.
Charles Balley s'éteignit le 16 décembre 1817, laissant derrière lui un héritage spirituel et une influence qui perdurent encore aujourd'hui, rappelant l'importance du dévouement et de la sainteté dans la vie religieuse.

## Rues éponymes
- Place Abbé-Charles-Balley à Choue[5]
- Place Abbé Charles Balley à Ecully[6]